# دردار مكسيكي
دردار مكسيكي (الاسم العلمي: Ulmus mexicana) هو نوع نباتي يتبع جنس الدردار من فصيلة الدردارية.